# Antoine Grenot
Antoine Grenot, né à Gendrey le 7 août 1748, mort à Gendrey le 25 mai 1808, est un homme politique de la Révolution française et du Consulat. 

## Biographie

### Mandat à la Constituante
Antoine Grenot, alors avocat au Parlement de Besançon, est élu représentant du tiers-état pour le bailliage de Dole aux États-généraux de 1789. Au début de son mandat, il prête le serment du Jeu de Paume. Il vote en faveur du rattachement du Comtat Venaissin à la France et en faveur de l'égalité des droits entre les hommes blancs et les hommes libres de couleur. En parallèle, il fréquente le club des Jacobins. 

### Mandat à la Convention
Au terme de la journée du 10 août, la monarchie est renversée. En septembre 1792, alors juge de paix au canton de Gendrey, Antoine Grenot est élu député du département du Jura, le troisième sur huit, à la Convention nationale. 
Grenot siège sur les bancs de la Gironde. Lors du procès de Louis XVI, Il vote la mort et se prononce en faveur de l'appel au peuple et du sursis. Il vote en faveur de la mise en accusation de Marat et en faveur du rétablissement de la Commission des Douze. En octobre, après le rapport d'Amar prononcé au nom du Comité de Sûreté générale, il est décrété d'arrestation pour avoir protesté contre les journées du 31 mai et du 2 juin 1793 au terme desquelles les meneurs girondins ont été arrêtés. Sur les huit députés jurassiens, six sont incarcérés. Grenot et les autres signataires de la protestation sont libérés quelques mois après le 9 thermidor, en frimaire an III (décembre 1794). Grenot est envoyé en mission auprès de l'armées de Brest en ventôse an III (février 1795). 
En vendémiaire an IV (octobre 1795), Grenot est réélu député du Jura et entre au Conseil des Cinq-Cents. Il est tiré au sort pour rester au Conseil jusqu'en prairial an VI (mai 1798). Il est réélu lors des élections de 1798. Il adhère au coup d’État du 18 brumaire et à la Constitution de l'an VIII :

« Saint-Mibiel, ce 2 nivôse an VIII de la République, une et indivisible. 

Grenot, représentant du peuple, délégué des Consuls dans la deuxième division militaire, 

Aux représentants du peuple composant la commission intermédiaire du Conseil des 500. 

Citoyens collègues, 

Je m'empresse de vous adresser mon acceptation de l'Acte constitutionnel, et en attendant que je puisse à mon retour dont l'époque n'est pas encore fixée signer le registre qui a été ouvert pour les représentants du peuple, veuillez bien ordonner la mention de ma lettre et même la faire annexer au registre si vous le jugez nécessaire. 

Salut et fraternité, 

GRENOT. »

Le surlendemain, 4 nivôse, Grenot fut choisi par le Sénat conservateur comme député du Jura au nouveau Corps législatif; il en sortit en l'an XII, et rentra dans la vie privée.

## Mandats
- 15/04/1789 - 30/09/1791 : Dôle (Bailliage)
- 04/09/1792 - 26/10/1795 : Jura - Modérés
- 15/10/1795 - 26/12/1799 : Jura - Modérés
- 25/12/1799 - 01/07/1804 : Jura – Modérés

## Travaux législatifs
- Antoine Grenot, Proclamation de A. Grenot, représentant du peuple en mission dans l'Ille-et-Vilaine, pour la réouverture des églises. 14 messidor an III., Rennes, J. Robiquet, plano (BNF 30540126)
- Antoine Grenot, Liberté, égalité... Au nom du peuple français. Proclamation des représentants du peuple près les armées des côtes de Brest et de Cherbourg et dans les départements de leurs arrondissements : Grenot, Bollet. 6 prairial an III, Rennes, impr. de Robiquet, plano (BNF 30540125)
- Théodore Vernier, Antoine Grenot, François-Xavier Champion, François-Joseph Febvre et Gervais Sauvé, Les députés du Jura soussignés à leurs collègues membres des deux conseils [Texte imprimé]. Réponse à un écrit distribué le 19 nivôse, ayant pour titre : Réclamation des républicains du Jura..., Paris, : impr. de Baudouin, 1798, 32 p. (BNF 30219105, lire en ligne)
- Antoine Grenot, Corps législatif. Conseil des Cinq Cents. Rapport fait par Grenot (du Jura) sur un message du Directoire exécutif relatif à un échange entre la commune d'Orgelet et le citoyen Camuset. Séance du 21 fructidor an VII, Paris, Imp. nationale, 1799, pièce (BNF 32193739)